# 龐尼 (印第安納州)
龐尼（英語：Pony）是位於美國印地安納州傑伊縣的一個非建制地區。該地的面積和人口皆未知。